# Brać
Brać je píseň ze studiového alba Hiper/Chimera hudebního producenta Witolda „Donatana” Czamary a zpěvačky Joanny „Cleo” Klepko. K písni byl natočen i videoklip, který režíroval Piotr Smoleński. Píseň měla premiéru 22. září 2014 na rozhlasové stanici RMF FM. V písni vystoupila hudební skupina Enej.

## Umístění v žebříčcích
| Žebříček                           | Nejvyšší umístění |
| ---------------------------------- | ----------------- |
| RMF FM – POPLista                  | 3                 |
| Eska – Gorąca 20                   | 1                 |
| RMF Maxxx                          | 15                |
| Wietrzne Radio (WiR)               | 9                 |
| Radio ZET                          | 5                 |
| Szczecińska Lista Przebojów (SLiP) | 14                |